# Apopyllus huanuco
Apopyllus huanuco är en spindelart som beskrevs av Norman I. Platnick och Mohammad U. Shadab 1984. Apopyllus huanuco ingår i släktet Apopyllus och familjen plattbuksspindlar.
Artens utbredningsområde är Peru. Inga underarter finns listade i Catalogue of Life.